# Marcos Coll
Marco Tulio Coll Tesillo (Barranquilla, 23 agosto 1935 – Barranquilla, 5 giugno 2017) è stato un calciatore e allenatore di calcio colombiano, di ruolo centrocampista.

## Carriera
Marco Coll giocò con la Nazionale colombiana ai Mondiali del 1962. Durante il torneo, nel corso della partita contro la Nazionale sovietica (terminata poi 4-4) segnò una rete a Lev Yashin direttamente dal calcio d'angolo. Al di là del gol olimpico, l'unico nella storia dei mondiali di calcio e che lo ha lanciato alla fama al punto che quasi nessuno lo ha chiamato in seguito con il suo nome, Marco (così, senza s) Tulio Coll Tesillo, il  Barranquillero è riconosciuto come un grande calciatore, come un centrocampista offensivo che è stato un professionista dietro la palla per 18 anni.